# Ємел'яненко Максим Олександрович
Максим Олександрович Ємел’яненко (нар. 17 серпня 1974, Київ)  — український військовик, генерал-майор, начальник Департаменту оперативно-технічних заходів Центрального управління Служби безпеки України з липня 2016 року по червень 2019 року.

## Життєпис
Працював начальником Департаменту оперативно-технічних заходів Центрального управління Служби безпеки України з липня 2016 року по червень 2019 року.

## Військові звання
- полковник
- генерал-майор  (28.03.2017)

## Нагороди
- орден «За заслуги» III ступеня (24.08.2012)[2]